# Sandra Oh
Sandra Miju Oh (Ottawa, 20 de julho de 1971) é uma atriz canadense. É mais conhecida pelos papeis de Cristina Yang na série de drama médico Grey's Anatomy (2005–2014), da ABC, a série dramática The Chair na Netflix, interpretando Ji-Yoon (2021) e de Eve Polastri, na série de espionagem da BBC Killing Eve (2018–2022). Ganhou dois prêmios do Globo de Ouro, quatro Screen Actors Guild e onze nomeações aos Prémios Emmy do Primetime.
Ela também teve papéis notáveis nos filmes Under the Tuscan Sun e Sideways, e teve um papel de apoio na série original da HBO Arliss. Outros filmes que ela tem aparecido incluem The Night Listener, Blindness e Rabbit Hole. O trabalho da atriz em Grey's Anatomy lhe rendeu cinco indicações para o Emmy do Primetime de melhor atriz coadjuvante em série dramática.

## Biografia
Sandra Oh nasceu em Nepean, subúrbio de Ontário, em uma família de imigrantes coreanos de classe média. Seu pai Joon-soo (John) e sua mãe Young-nam mudaram-se para o Canadá em 1960. Seu pai é um homem de negócios e sua mãe,bioquímica. Oh tem um irmão, Ray, e uma irmã, Grace. Ela cresceu em um lar cristão, vivendo em Camwood Crescent em Nepean, onde começou a atuar e fazer balé em idade precoce. Com 10 anos de idade, ela interpretou The Wizard of Woe em um musical da classe, The Canada Goose. Começou sua carreira como bailarina. Estudou arte dramática na National Theatre School de Montreal, onde foi feito um teste de elenco para a produção de Diary of Evelyn Lau. Depois de seis meses de testes, Sandra foi aprovada e aceita como protagonista. Sua interpretação lhe valeu o prêmio Fipa D’or de Melhor Atriz no Festival FIPA de Cannes, em 1994. Também foi indicada, pelo mesmo papel, ao prêmio Gemini de melhor atriz.
Sandra entrou para a televisão e atuou como Rita Wu na comédia Arli$$, da HBO, com a qual ganhou o prêmio CableACE e o Genie de Melhor Atriz em Papel Protagonista. Pela mesma série, Sandra foi indicada ao prêmio Image e ganhou o 2001 NAMIC Vision Award de Melhor Interpretação Cômica por seu desempenho.
Seu talento não se limita a papéis cômicos. Estrelou o filme Double Happiness, da Fine Line, que lhe rendeu o prêmio Genie canadense de Melhor Atriz, em 1994. Também atuou no filme de Keith Gordon, Amor Maior que a Vida (Waking the Dead), em 2000, com Billy Cruddup e Jennifer Connely, e estrelou A Última Noite, de Don McKellar, vencedor do Prix de la Jeunnesse do Festival de Cinema de Cannes, em 1998, e com o qual ela ganhou outro Genie de Melhor Atriz.
Seus outros créditos no cinema incluem Mister Bean - O Filme (Bean), O Violino Vermelho (The Red Violin), Dancing at the Blue Iguana, Uma Vida Alucinante (Permanent Midnight), "Cake - A Receita do Amor", "O Grande Mentiroso" (Big Fat Liar), "Sob o Sol da Toscana" (Under the Tuscan Sun), de 2003, "Ensaio sobre a Cegueira" (Blindness) e O Diário da Princesa (The Princess Diaries).
Além de sua carreira de sucesso na televisão e no cinema, ainda trabalha para manter ativa sua vida no teatro, participando de leituras e workshops no Mark Taper Forum, Playwrights Horizon, Women’s Writer’s Workshop e LaJolla Playhouse, de Michael Grief.
Sandra é formada na Escola Nacional de Teatro do Canadá e reside atualmente em Los Angeles. Fez um papel recorrente na sitcom Popular, da Warner e atuou na série Judging Amy, da CBS, e na série Grey's Anatomy da ABC até a décima temporada. Também atuou no filme de televisão Tales of the City.

## Filmografia

### Cinema
| Ano  | Filme                                            | Título em português                                 | Personagem                   | Notas |
| ---- | ------------------------------------------------ | --------------------------------------------------- | ---------------------------- | --- |
| 1994 | Double Happiness (filme)                         | Dupla Felicidade                                    | Jade Li                      | Prêmio Genie canadense de Melhor Atriz                                                                                               |
| 1997 | Bean                                             | Mr. Bean- O Filme                                   | Bernice Schimmel             | |
| 1997 | Bad Day on the Block                             | Sob Pressão                                         | -                            | |
| 1998 | Last Night                                       | A Última Noite                                      | Sandra                       | Filme vencedor do Prix de la Jeunnesse do Festival de Cinema de Cannes, em 1998, e com o qual ela ganhou outro Genie de Melhor Atriz |
| 1998 | The Red Violin                                   | O Violino Vermelho                                  | Madame Ming                  | |
| 1998 | Permanent Midnight                               | Uma Vida Alucinante                                 | Amiga                        | |
| 1999 | Guinevere                                        | A Lente do Desejo                                   | Cindy                        | |
| 2000 | Waking the Dead (filme de 2000)                  | Amor Maior que a Vida                               | Kim                          | |
| 2000 | Dancing at the Blue Iguana                       | As Divas do Blue Iguana                             | Jasmine                      | Prêmio de melhor Atriz no Festival Internacional de Filme de Milão                                                                   |
| 2001 | The Princess Diaries                             | O Diário da Princesa                                | Vice Diretora Gupta          | |
| 2001 | The Frank Truth                                  | The Frank Truth                                     | Ela Mesma                    | Documentário |
| 2002 | Big Fat Liar                                     | O Grande Mentiroso                                  | Mrs. Phyllis Caldwell        | |
| 2002 | Full Frontal                                     | Vidas a Nu                                          | Quarta pessoa a ser demitida | |
| 2002 | Rick                                             | Rick                                                | Michelle                     | |
| 2002 | Long Life, Happiness & Prosperity                | Vida longa, Felicidade & Prosperidade               | Kin Ho Lum                   | |
| 2003 | Under the Tuscan Sun                             | Sob o Sol da Toscana                                | Patti                        | |
| 2003 | Owning Mahowny                                   | Incrível Obsessão                                   | Jogadora de pôquer           | Não-creditada |
| 2004 | Sideways                                         | Sideways - Entre Umas e Outras                      | Stephanie                    | Prêmio BSFC, de Melhor Elenco Prêmio BFCA de Melhor Elenco Prêmio PFCS de Melhor Elenco Prêmio SAG de Melhor Elenco em Cinema        |
| 2004 | Wilby Wonderful                                  | Wilby Wonderful                                     | Carol French                 | |
| 2004 | Mulan II                                         | Mulan 2                                             | Princesa Ting-Ting           | Voz |
| 2005 | Hard Candy                                       | Menina má.com                                       | Judy Tokuda                  | |
| 2005 | Break a Leg                                      | Sem Concorrência                                    | Young Turk                   | |
| 2005 | Cake                                             | Cake - A receita do Amor                            | Lulu                         | |
| 2005 | 3 Needles' '                                     | Unidos pelo Sangue                                  | Mary the Nun                 | |
| 2005 | Sorry, Haters                                    | Ódio na cidade                                      | Phyllis MacIntyre            | |
| 2005 | Kind of a Blur                                   | Kind of a Blur                                      | Joe                          | |
| 2006 | The Night Listener (filme)                       | Segredos da Noite                                   | Anna                         | |
| 2006 | For Your Consideration                           | "Por Trás das Camêras                               | Marketing                    | |
| 2007 | The Land Before Time XIII: The Wisdom of Friends | Em Busca do Vale Encantado XIII: A União dos Amigos | Doofah                       | Voz |
| 2008 | Blindness                                        | Ensaio sobre a cegueira                             | Ministra da saúde            | |
| 2009 | Defendor                                         | Defendor                                            | Dr. Park                     | |
| 2009 | The People Speak                                 | The People Speak                                    | ela mesma                    | Documentário |
| 2009 | Quantum Quest: A Cassini Space Odyssey           | Quantum Quest - A Cassini Space Odyssey             | Gal 2000                     | Voz |
| 2010 | Ramona and Beezus                                | Ramona e Beezus                                     | Sr.ª Meacham                 | |
| 2010 | Rabbit Hole                                      | Reencontrando a Felicidade                          | Gabby                        | |
| 2013 | The Goree Girls                                  | The Goree Girls                                     | Vicki                        | |
| 2014 | Tammy                                            | Tammy: Fora de Controle                             | Susanne                      | |
| 2016 | Window Horses                                    |                                                     | Rosie Ming                   | |
| 2017 | Catfight                                         |                                                     | Veronica Salt                | Personagem Principal |
| 2017 | Meditation Park                                  |                                                     | Ava                          | |
| 2020 | Over the Moon                                    | A Caminho da Lua                                    | Mrs. Zhong (voz)             | |
| 2021 | Raya and the Last Dragon                         | Raya e o Último Dragão                              | Virana (Voz)                 | |
| 2022 | Turning Red                                      | Red: Crescer é Uma Fera                             | Ming Lee (Voz)               | |
| 2022 | Umma                                             |                                                     | Amanda                       | [ 23 ] |
| 2024 | The Tiger's Apprentice                           |                                                     | Mistral (Voz)                | |
| 2025 | The Smurfs Movie                                 |                                                     | TBA (Voz)                    | |

### Curtas
- The Journey Home (1989)
- Prey (1995)
- Cowgirl (1996)
- Three Lives of Kate (2000) (narradora)
- Barrier Device (2002)
- 8 Minutes to Love (2004)
- Falling (2007)
- The Scarecrow (2015)

### Televisão
| Ano        | Programa                                          | Personagem                     | Notas |
| ---------- | ------------------------------------------------- | ------------------------------ | --- |
| 1989       | Denim Blues                                       | Gwen                           | |
| 1992       | Degrassi High: School's Out                       | Garçonete                      | Não-creditada, Filme para televisão |
| 1993       | The Diary of Evelyn Lau                           | Evelyn Lau                     | Indicada ao Prêmio Gemini de Melhor Atriz Protagonista em uma Série Dramática ou Minissérie |
| 1995       | If Not for You                                    |                                | 2 Episódios |
| 1995       | Lonesome Dove: The Outlaw Years                   | Ming Li                        | 1 Episódio |
| 1995       | Cagney & Lacey:The View Through the Glass Ceiling | Policial Angela Lum            | |
| 1996       | Kung Fu: The Legend Continues                     | Mai Chi                        | 1 Episódio |
| 1996– 2002 | Arli$$                                            | Rita Wu                        | Prêmio CableACE por Atriz em uma Série de Comédia Indicada ao Prêmio NAACP de Melhor Atriz Coadjuvante em uma Série de Comédia |
| 1999       | Happily Ever After: Fairy Tales for Every Child   | Breadcrumb                     | Voz |
| 2000       | Popular                                           | Humanities Teacher             | 2 Episódios |
| 2001       | Date Squad                                        | Alpha Baby                     | |
| 2001       | Further Tales of the City                         | Bambi Kanetaka                 | |
| 2001       | Six Feet Under                                    | Porn Starlet                   | 1 Episódio |
| 2001       | Judging Amy                                       | Detetive Shelly Tran           | |
| 2001– 2002 | The Proud Family                                  | Marsha Mitsubishi              | 5 Episódios |
| 2005– 2013 | American Dad!                                     | Katie/Hiko Yoshida             | 5 Episódios |
| 2005–2014  | Grey's Anatomy                                    | Dra. Cristina Yang             | Prêmio Golden Globe de Melhor Atriz Coadjuvante em Série, Mini-Série ou Filme de televisão(2005) Prêmio SAG de Melhor Performance por um Elenco em uma Série de Drama(Ganhou 2007, Indicado 2006 e 2008) Prêmio SAG de Melhor Performance por uma Atriz em uma Série de Drama (2005) Indicada ao PEA de Melhor Atriz Coadjuvante em uma Série de Drama(2005–2009) Indicada ao SAG de Melhor Atriz Coadjuvante em Série, Minissérie ou Filme para televisão(2005) |
| 2006       | Odd Job Jack                                      | Vanessa                        | 2 Episódios |
| 2006– 2007 | American Dragon: Jake Long                        | Sun Park                       | |
| 2008       | Phineas & Ferb                                    | Dr. Doofenshmirtz's Girlfriend | 2 Episódios |
| 2009       | Robot Chicken                                     | Kate Winslet/Sarah Connor      | |
| 2010       | Thorne (série de TV)                              | DS Sarah Chen                  | |
| 2011       | Sesame Street                                     | Fada Do Biscoito               | |
| 2011       | Michael: Every Day                                | Dr. Judy Song                  | Episódio: "Ridicule |
| 2014       | Betas                                             | Sharron                        | 1 Episódio |
| 2015       | Shitty Boyfriends                                 | Kathy                          | 6 Episódios |
| 2016       | Peg + Cat                                         | Presidente                     | 2 Episódios |
| 2017       | American Crime                                    | Abby Tanaka                    | Elenco Regular |
| 2018–2022  | Killing Eve                                       | Eve Polastri                   | Prêmio Golden Globe de Melhor Atriz em Série de Drama (2019) Prêmio Critics' Choice Television Award de Melhor Atriz em Série de Drama (2019) Prêmio SAG de Melhor Atriz em Série de Drama (2019) |
| 2018       | She-Ra and the Princesses of Power                | Castaspella                    | Voz 1 Episódio |
| 2019       | Prêmios Globo de Ouro                             | Ela mesma                      | Apresentadora com Andy Samberg |
| 2019       | Saturday Night Live                               | Ela mesma                      | Apresentadora; (Episódio: Sandra Oh/ Tame Impala) |
| 2021       | Invincible                                        | Debbie Grayson                 | Voz (Série) |
| 2021       | The Chair                                         | Dra. Ji-Yoon Kim               | Série da Netflix |

## Prêmios e Indicações

#### Emmy Awards
| Ano  | Categoria                                   | Indicação           | Notas    |
| ---- | ------------------------------------------- | ------------------- | -------- |
| 2005 | Melhor Atriz Coadjuvante em Série Dramática | Grey's Anatomy      | Indicado |
| 2006 | Melhor Atriz Coadjuvante em Série Dramática | Grey's Anatomy      | Indicado |
| 2007 | Melhor Atriz Coadjuvante em Série Dramática | Grey's Anatomy      | Indicado |
| 2008 | Melhor Atriz Coadjuvante em Série Dramática | Grey's Anatomy      | Indicado |
| 2009 | Melhor Atriz Coadjuvante em Série Dramática | Grey's Anatomy      | Indicado |
| 2018 | Melhor Atriz em Série Dramática             | Killing Eve         | Indicado |
| 2019 | Melhor Atriz em Série Dramática             | Killing Eve         | Indicado |
| 2019 | Melhor Atriz Convidada em Série de Comédia  | Saturday Night Live | Indicado |
| 2020 | Melhor Atriz em Série Dramática             | Killing Eve         | Indicado |
| 2022 | Melhor Atriz em Série Dramática             | Killing Eve         | Indicado |
| 2024 | Melhor Telefilme (como produtora)           | Quiz Lady           | Venceu   |

#### Globo de Ouro
| Ano  | Categoria                             | Indicação      | Notas  |
| ---- | ------------------------------------- | -------------- | ------ |
| 2006 | Melhor Atriz Coadjuvante em Televisão | Grey's Anatomy | Venceu |
| 2019 | Melhor Atriz em Série Dramática       | Killing Eve    | Venceu |

#### BAFTA
| Ano  | Categoria                 | Indicação   | Notas    |
| ---- | ------------------------- | ----------- | -------- |
| 2019 | Melhor Atriz em Televisão | Killing Eve | Indicado |

#### SAG Awards
| Ano  | Categoria                        | Indicação      | Notas    |
| ---- | -------------------------------- | -------------- | -------- |
| 2005 | Melhor Elenco em Cinema          | Sideways       | Venceu   |
| 2006 | Melhor Atriz em Série Dramática  | Grey's Anatomy | Venceu   |
| 2006 | Melhor Elenco em Série Dramática | Grey's Anatomy | Indicado |
| 2007 | Melhor Elenco em Série Dramática | Grey's Anatomy | Venceu   |
| 2008 | Melhor Elenco em Série Dramática | Grey's Anatomy | Indicado |
| 2019 | Melhor Atriz em Série Dramática  | Killing Eve    | Venceu   |
| 2022 | Melhor Atriz em Série de Comédia | The Chair      | Indicado |

#### Critics' Choice Awards
| Ano  | Categoria                       | Indicação   | Notas  |
| ---- | ------------------------------- | ----------- | ------ |
| 2005 | Melhor Elenco                   | Sideways    | Venceu |
| 2019 | Melhor Atriz em Série Dramática | Killing Eve | Venceu |

### Critics' Choice Television Award
| Ano  | Categoria                        | Indicação | Notas    |
| ---- | -------------------------------- | --------- | -------- |
| 2022 | Melhor Atriz em Série de Comédia | The Chair | Indicado |